# Міллуд (Вашингтон)
Міллуд (англ. Millwood) — місто (англ. city) в США, в окрузі Спокен штату Вашингтон. Населення — 1881 особа (2020).

## Географія
Міллуд розташований за координатами 47°41′8″ пн. ш. 117°16′48″ зх. д. / 47.68556° пн. ш. 117.28000° зх. д. (47.685566, -117.280079).  За даними Бюро перепису населення США в 2010 році місто мало площу 1,90 км², з яких 1,82 км² — суходіл та 0,09 км² — водойми.

## Демографія
Згідно з переписом 2010 року, у місті мешкало 1786 осіб у 751 домогосподарстві у складі 467 родин. Густота населення становила 938 осіб/км².  Було 793 помешкання (417/км²).
Расовий склад населення:
| - 94,4 % — білих - 1,3 % — корінних американців - 1,1 % — азіатів - 0,6 % — чорних або афроамериканців - 0,3 % — вихідців з тихоокеанських островів |

До двох чи більше рас належало 1,7 %. Частка іспаномовних становила 1,9 % від усіх жителів.
За віковим діапазоном населення розподілялося таким чином: 22,6 % — особи молодші 18 років, 64,4 % — особи у віці 18—64 років, 13,0 % — особи у віці 65 років та старші. Медіана віку мешканця становила 40,1 року. На 100 осіб жіночої статі у місті припадало 99,3 чоловіків;  на 100 жінок у віці від 18 років та старших — 97,3 чоловіків також старших 18 років.
Середній дохід на одне домашнє господарство  становив 57 315 доларів США (медіана — 51 696), а середній дохід на одну сім'ю — 65 578 доларів (медіана — 60 100). Медіана доходів становила 47 031 долар для чоловіків та 37 148 доларів для жінок. За межею бідності перебувало 13,2 % осіб, у тому числі 21,6 % дітей у віці до 18 років та 8,2 % осіб у віці 65 років та старших.
Цивільне працевлаштоване населення становило 848 осіб. Основні галузі зайнятості: освіта, охорона здоров'я та соціальна допомога — 24,3 %, роздрібна торгівля — 14,5 %, виробництво — 11,9 %, транспорт — 10,1 %.